# Kamidana

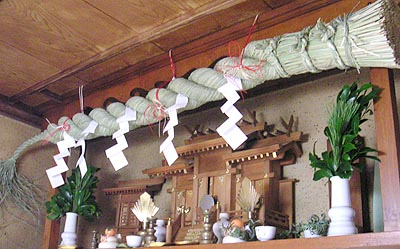
Un kamidana mostrando un shimenawa y un shide.

Los Kamidana (神棚, kami-dana, lit. "dios/estantería espiritual") son altares domésticos en miniatura provistos para venerar un kami sintoísta. Se encuentran más comúnmente en Japón, el hogar del culto a los kami.
El kamidana generalmente se coloca en lo alto de una pared y contiene una amplia variedad de artículos relacionados con las ceremonias de estilo sintoísta, el más destacado de los cuales es el shinkyo, un objeto destinado a albergar a un kami elegido, lo que le da una forma física para permitir la adoración. Los kamidana shinkyo son comúnmente espejos circulares pequeños, aunque también pueden ser piedras (magatama), joyas o algún otro objeto con un gran valor simbólico. El kami dentro del shinkyo es a menudo la deidad del santuario local o uno particular de la profesión del dueño de la casa. Una parte del kami (bunrei) se obtuvo específicamente para ese propósito de un santuario a través de un proceso llamado kanjō.
La adoración en los kamidana generalmente consiste en ofrecer oraciones simples, comida (por ejemplo, arroz, fruta, agua) y flores. Antes de adorar en el kamidana, es ritualmente importante que los miembros de la familia se limpien las manos y la boca.
También se pueden encontrar Kamidana en algunos dōjō tradicionales de artes marciales japonesas.

## Comprar y cuidar loskamidana
Un kamidana doméstico generalmente se instala en el hogar para consagrar un ofuda, un tipo de amuleto. Tanto el kamidana como el ofuda se pueden obtener en cualquier santuario sintoísta grande. El ofuda por sí mismo se puede mostrar en un mostrador o en cualquier lugar visible, siempre que se guarde en su bolsa protectora. Sin embargo, cuando un ofuda está consagrado en un kamidana, hay varias reglas que deben seguirse para garantizar una instalación adecuada.
1. Primero, un kamidana no puede instalarse en el suelo o al nivel de los ojos. Debe estar por encima del nivel de los ojos de una persona común.
2. En segundo lugar, un kamidana no puede instalarse sobre una entrada, sino que debe construirse en un espacio por el cual la gente no caminará.
3. Finalmente, cuando un ofuda está guardado en un kamidana, después de quitar la bolsa, es costumbre dejar una ofrenda de agua, licor o comida frente al kamidana, que debe renovarse regularmente.[2] El agua, por ejemplo, se almacena en un pequeño recipiente con forma de gota llamado mizutama.[3][4]

Estas reglas se aplican tanto en las casas particulares como en los dōjō de artes marciales.
El ofuda se reemplaza antes del final de cada año. Sin embargo, el kamidana puede mantenerse en la casa particular hasta que ya no sean utilizables.

## Ejemplos

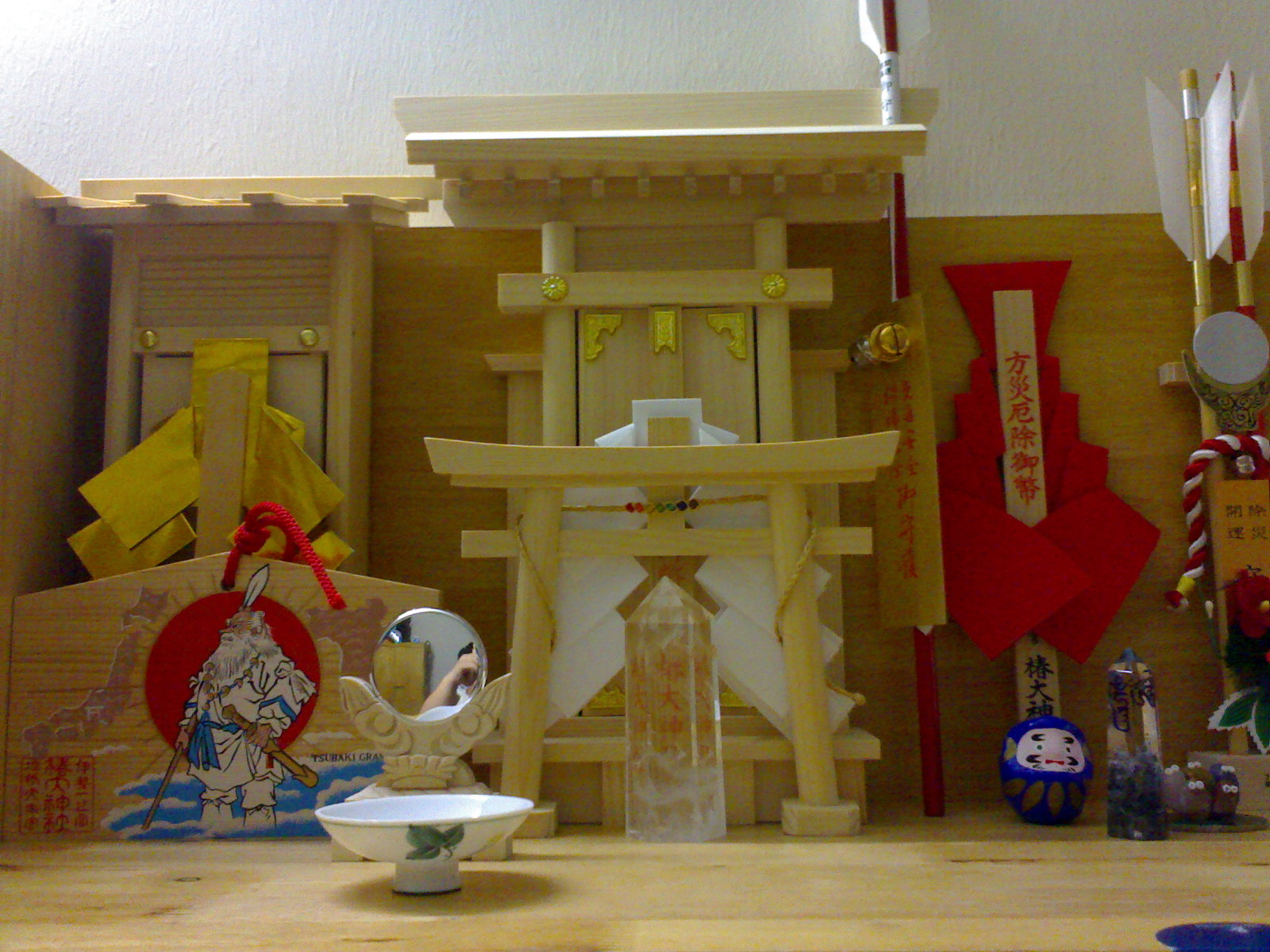
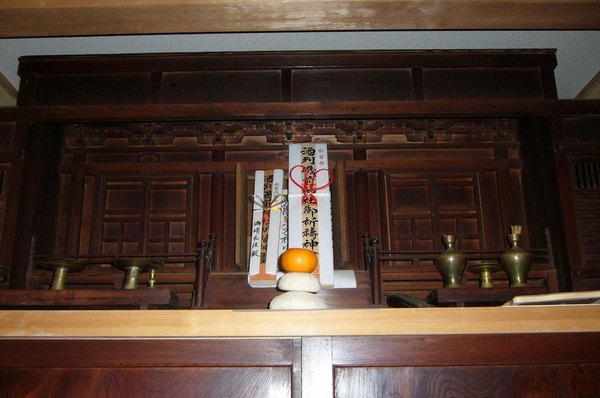
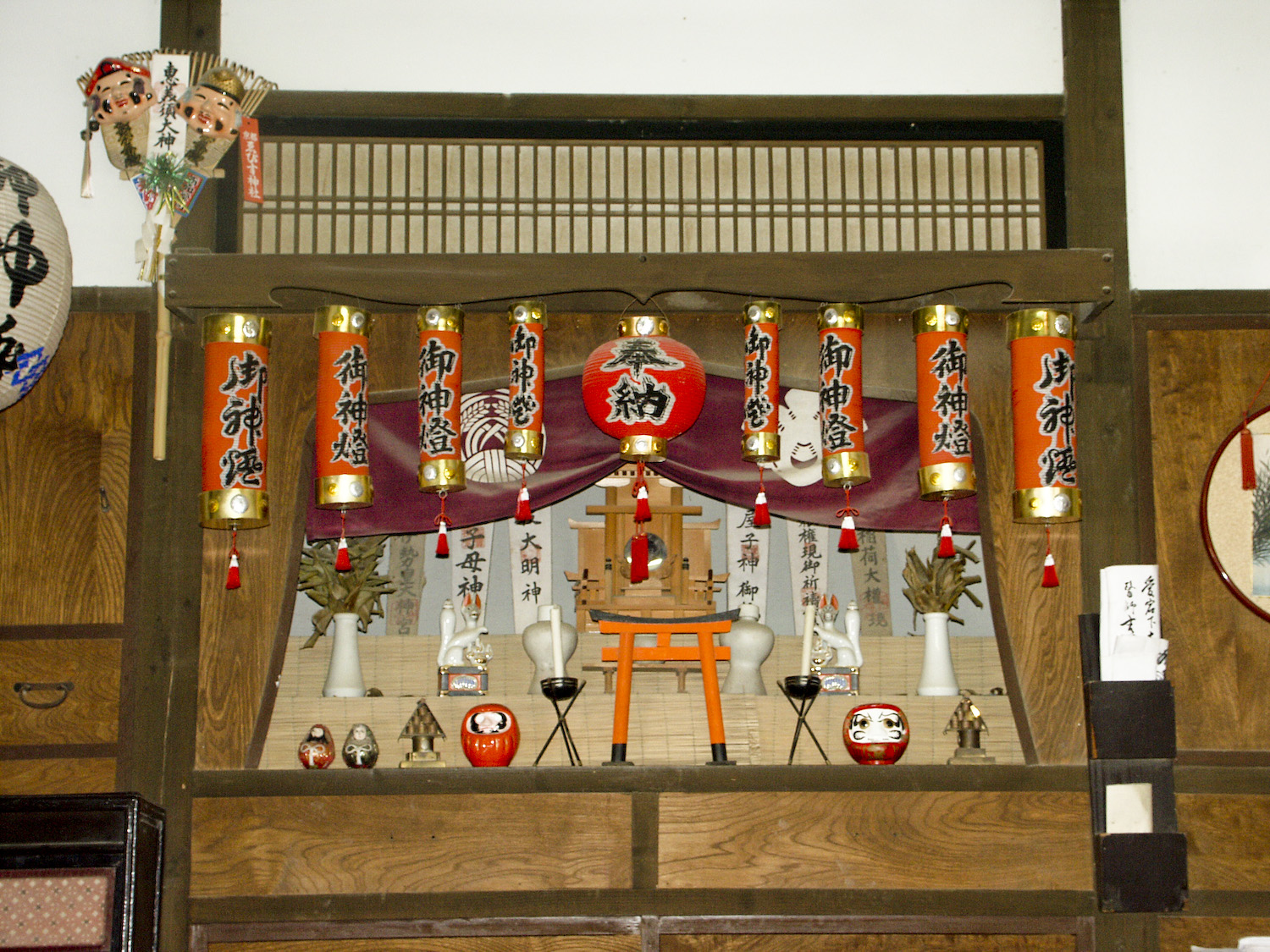
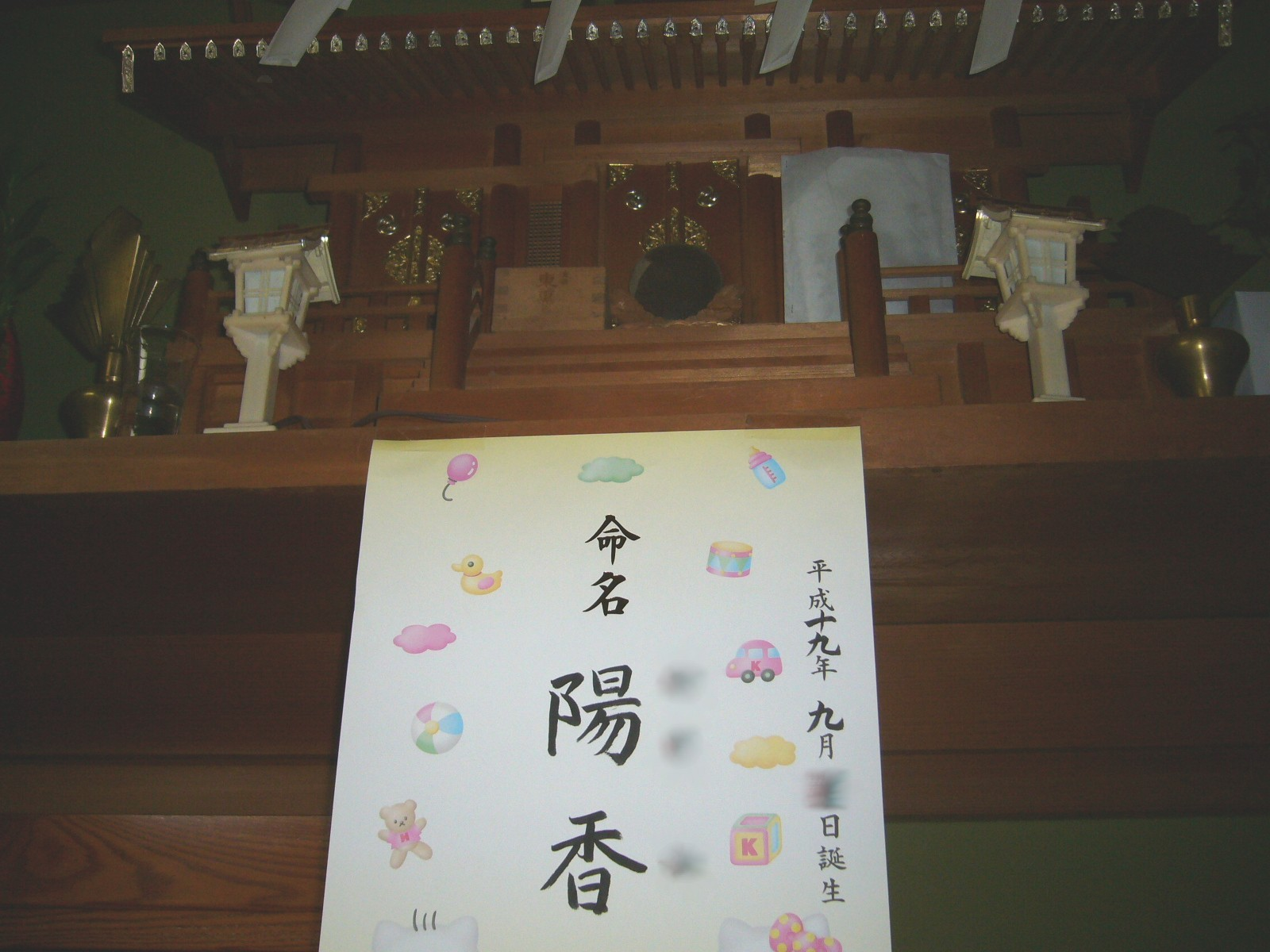